# Legarda (Àlaba)
Legarda és un poble i concejo pertanyent al municipi de Vitòria. Tenia 36 habitants en (2007). Està enclavat en la Zona Rural Nord-oest de Vitòria. Es troba a uns 526 msnm, a els contraforts de la Serra d'Arato. Formà part del municipi de Foronda fins al 1975, quan fou annexat a Vitòria.

## Demografia
| 2000 | 2001 | 2002 | 2003 | 2004 | 2005 | 2006 | 2007 |
| ---- | ---- | ---- | ---- | ---- | ---- | ---- | ---- |
| 30   | 32   | 34   | 32   | 28   | 28   | 32   | 36   |